# Dóra Hegyi
Pour les articles homonymes, voir Hegyi.
Dóra Hegyi, née le 10 avril 1991 à Debrecen, est une gymnaste aérobic hongroise.

## Carrière
Dóra Hegyi est médaillée de bronze en solo et médaillée d'argent en danse par équipes aux Championnats d'Europe de gymnastique aérobic 2013 à Arques. Elle est ensuite médaillée d'or en groupe mixte aux Jeux européens de 2015 à Bakou. Elle est médaillée d'argent en solo et en groupe et médaillée de bronze en duo aux Championnats d'Europe de gymnastique aérobic 2015 à Elvas. Aux Championnats du monde de gymnastique aérobic 2016 à Incheon, elle obtient la médaille d'argent en duo mixte.
Elle participe ensuite aux Jeux mondiaux de 2017 à Wrocław où elle obtient une médaille d'argent en duo mixte et deux médailles de bronze en danse et en groupe. Aux Championnats d'Europe de gymnastique aérobic 2017 à Ancône, elle est médaillée d'argent en solo et en duo mixte et médaillée de bronze en groupe et par équipe. Elle prend sa retraite sportive après ces Championnats.
En juin 2016, elle est élue représentante des gymnastes aérobics à la Commission des athlètes de la Fédération internationale de gymnastique ; elle est réélue en mai 2021.